# Plutorectis capnaea
Plutorectis capnaea är en fjärilsart som beskrevs av Turner 1947. Plutorectis capnaea ingår i släktet Plutorectis och familjen säckspinnare. Inga underarter finns listade i Catalogue of Life.